# TrueNAS
TrueNAS (ehemals FreeNAS) ist ein freies Betriebssystem für Network Attached Storage (NAS). Es basierte auf FreeBSD und ist auf x86-kompatiblen Plattformen in der 64-Bit-Architektur lauffähig. Mit 25.04 wurde auf Linux gewechselt. Mit Version 12 wurde der Name von FreeNAS zu TrueNAS Core geändert. Das bisherige TrueNAS wurde in TrueNAS Enterprise umbenannt.

## Technik
TrueNAS ist eine Minimal-Version des Betriebssystems FreeBSD auf Basis von NanoBSD. Die Versionsnummer orientiert sich hierbei jeweils an der zugrundeliegenden FreeBSD Version, beispielsweise basiert FreeNAS 9.2.x auf FreeBSD 9.2.
TrueNAS unterstützt das Dateisystem ZFS und UFS. Auf die Dateisysteme Ext2/Ext3, FAT32 und NTFS (durch NTFS-3G) kann lesend und schreibend zugegriffen werden, jedoch können diese nicht über TrueNAS angelegt werden. Das Betriebssystem wird auf einer CompactFlash-Karte oder einem USB-Stick (Mindestgröße: 8 GB, empfohlen: 16 GB) installiert und davon gebootet. Alternativ kann auch eine Festplatte verwendet werden, diese kann dann aber nicht als NAS-Speicher genutzt werden. Eine Konfiguration von IP-Adressen und dem administrativen Passwort kann über die Konsole erfolgen, die grundsätzliche Verwaltung wird aber mit Hilfe einer webbasierten Administrationsoberfläche über das Netzwerk durchgeführt. Über diese WebGUI ist auch ein Update von TrueNAS möglich.
Die Software enthält NAS-Dienste wie zum Beispiel CIFS (Samba), FTP, SFTP, NFS, rsync, iSCSI, S.M.A.R.T., AFP, Zeroconf, lokale Benutzer-Authentifizierung, Software-RAID-0/-1/-5, RAID-Z und Unison. Des Weiteren ist eine Integration in ein Active Directory möglich.

### Funktionen
- Dateisysteme: ZFS, UFS, FAT32, ext2/ext3, NTFS (ZFS-Volumina werden empfohlen, aber benötigen zum performanten Betrieb mindestens 8 GB Arbeitsspeicher.[8])
- Protokolle: CIFS (Samba), FTP, NFS, SSH, rsync, iSCSI, AFP und Avahi (zeroconf), SNMP, BitTorrent.
- GPT/EFI Partitionierung >2 TByte möglich.
- Booten von USB-Speicherstick oder Flash-Speicher
- Software RAID 0, 1 und 5, außerdem JBOD und das instabile Geom Vinum, sowie RAID-Z1, RAID-Z2 und RAID-Z3
- Verschlüsselung des NAS-Speicher (es stehen vier Algorithmen zur Auswahl: 3DES 168 Bit, AES 256 Bit, Blowfish 448 Bit, Camellia 256 Bit)
- HTTPS (zur sicheren Schlüsselübertragung für die Festplatten-Live-Verschlüsselung)
- Local User Authentication (noch nicht vollständig implementiert bei SMB/CIFS – keine Berechtigungen auf Ordner- und Dateiebene) und Windows-Domänen
- Unison
- S.M.A.R.T.
- UPnP (in Version 8.0 nicht implementiert, wieder Bestandteil ab Version 8.1)
- Webserver-Funktion
- Statusberichte per E-Mail
- Status-Graphen für die CPU-Auslastung und LAN-Transferraten
- Eingeschränkte Kommandozeile über die Webschnittstelle
- ab Version 9 Unterstützung von FreeBSD Jails
- ab Version 9.3 ist es möglich, von ZFS-Partitionen zu booten (Mirror-Setups sind möglich)[9]

### Hardware-Unterstützung
- Hardware RAID-Controller: alle von FreeBSD in der jeweiligen Version unterstützten
- Festplattenschnittstellen: PATA (IDE) / SATA, SCSI, USB (ab Version 8.0.1 auch USB 3.0) und FireWire.
- Netzwerkkarten: alle von FreeBSD in der jeweiligen Version unterstützte WLAN und Ethernet.
- CPU-Architekturen: 64-Bit-x86-Architektur („x64“, der Intel Architecture 32-Bit, IA-32, zugehörig); Bis Version 9 auch 32-Bit-x86 (ab i386).[8]

## Geschichte
Das FreeNAS-Projekt wurde im Jahr 2005 durch Olivier Cochard-Labbé initiiert. Volker Theile stieß im Juli 2006 zum FreeNAS-Projekt hinzu und übernahm im April 2008 die Projektleitung.
Nachdem zunächst die FreeBSD-Distribution m0n0wall als Basis genutzt wurde, beschloss das Entwicklerteam im September 2009, FreeNAS von Grund auf neu zu entwickeln.
Dies führte zum Abgang von Volker Theile, welcher die Ansicht vertrat, das Projekt solle bei diesem Schritt von FreeBSD auf Debian GNU/Linux wechseln. Er startete nach seinem Ausscheiden die Entwicklung an coreNAS (heute OpenMediaVault).
Daraufhin stieg Cochard-Labbé wieder ins Projekt ein und übergab die Projektverantwortung 2010 an das Unternehmen iXsystems.

## Auszeichnungen
- SourceForge – Project of the Month, Januar 2007[12]
- InfoWorld – Best Open Source Offerings 2008[13]